# Starstruck (película)
Starstruck (Starstruck: mi novio es una superestrella en Latinoamérica) es una película juvenil estadounidense para televisión protagonizada por Sterling Knight y Danielle Campbell, que se estrenó el 14 de febrero de 2010 en Disney Channel.

## Historia
La película se desarrolla en Kalamazoo, Michigan, Jessica Olson está molesta por la obsesión de su hermana mayor Sara con el ídolo pop Christopher Wilde, y no está contenta de aprovechar sus vacaciones de primavera para visitar a su abuela viuda en Hollywood, California. Está aún más disgustada por los planes de Sara de arrastrarla para acechar a Christopher. Mientras tanto, detrás de la escena, Christopher se ha ganado la reputación de "punk mimado" que a menudo se pelea con los paparazzi. Está a punto de conseguir un contrato cinematográfico, a pesar de la reticencia del director a darle el papel debido a su reputación y éxito. Para demostrar que realmente quiere conseguir el papel, Christopher acepta permanecer fuera de los tabloides por un tiempo. Sara convence a Jessica para que se escape con ella para colarse en la fiesta de aniversario de la novia de Christopher, la modelo Alexis Bender, donde Christopher tiene previsto actuar. Christopher entra y sale furtivamente de la fiesta para evitar que lo atrapen y golpea a Jessica con la puerta de salida mientras busca a Sara entre la multitud. 
Lleva a Jessica a un hospital para asegurarse de que no haya sufrido una conmoción cerebral y luego la lleva a su mansión de Beverly Hills para poder presentarse ante el director de cine antes de llevarla a casa. Jessica le permite a Christopher pasar la noche en el garaje de su abuela cuando se entera de que los paparazzi lo han seguido. Al día siguiente, Sara lleva a Jessica a Malibú con la esperanza de encontrar a Christopher allí. Jessica reconoce a Christopher disfrazado en la playa y se acerca a él, pero los dos se ven obligados a salir rápidamente de la playa cuando llegan los paparazzi; Una vez que se escapan, Christopher le muestra a Jessica Los Ángeles. Mientras intentan regresar a Malibú, los paparazzi los ven nuevamente, pero logran eludirlos saliendo de la carretera principal, perdiendo el auto de la abuela de Jessica en un charco de barro y arenas movedizas en el proceso. Mientras caminan de regreso a Malibú, tienen una acalorada discusión después de que Jessica critica a Christopher por su superficialidad. 
Finalmente, Christopher confiesa que disfrutaba salir con Jessica porque ella lo apreciaba por quién era como persona y no por su popularidad. Finalmente regresan a la playa, donde casi se besan hasta que Christopher se da cuenta de que podrían reconocerlo y entra en pánico. Le dice a Jessica que nunca podrán volver a hablarse y que nadie puede saber qué pasó entre ellos ese día. Con el corazón roto y enojada, Jessica regresa a su casa en Kalamazoo con su familia. Alexis se entera de Jessica y rompe con Christopher. Más tarde, Christopher descubre que los paparazzi han documentado su relación con Jessica, y sus gerentes lo persuaden para que mienta y diga que ella era solo una fan. Mientras tanto, mientras los paparazzi acuden a Jessica en su casa en Kalamazoo, ella lo observa decirle a un presentador de un programa de entrevistas que nunca ha conocido a Jessica. Enojada por la forma en que los medios han obligado a Christopher a reprimir su yo real, se enfrenta a los paparazzi y los reprende por su deshumanización y cosificación de la gente mediática. 
Jessica luego se vuelve viral por supuestamente "mentir" acerca de haber conocido a Christopher. El mejor amigo de Christopher, Stubby, lo anima a tomar sus propias decisiones. Luego, Christopher rechaza el papel en la película y despide a sus padres como representantes. Más tarde, Sara lleva a Jessica a un baile escolar con ella. Christopher hace una aparición en el baile y se disculpa con Jessica en el escenario, además de cantar una canción que había escrito para ella. Cuando los paparazzi aparecen en el baile, él confiesa que fue él quien mintió y admite sus sentimientos por Jessica. Ella lo perdona y los dos acuerdan tener una cita adecuada.

## Reparto
- Sterling Knight como Christopher Wilde.
- Danielle Campbell como Jessica Olson.
- Brandon Mychal Smith como Stubby.
- Maggie Castle como Sara Olson.
- Alice Hirson como Abuela Olson.
- Beth Littleford como Bárbara Olson.
- Dan O'Connor como Dean Olson.
- Lauren Bowles como Sherry Wilde.
- Ron Pearson como Daniel Wilde.
- Chelsea Kane como Alexis.
- Matt Winston como Alan Smith.
- Toni Trucks como Libby Lam.
- Hugh Dan como Howard.
- Brittany Osborne como Allie Smith.
- Sunkrish Bala como Dr. Sanjay Lad
- Abbie Cobb como AJ.
- Harry Perry como Skater.

## Producción
La preproducción empezó en 2009. El actor Cody Lindley fue seleccionado para darle vida a Christopher Wilde, pero según Disney, tuvo imprevistos para grabar, por lo que fue reemplazado por Sterling Knight.Pero muchos creen que fue porque faltando días para empezar el rodaje, el actor fue fotografiado cuando estaba ebrio en una fiesta, dando mala imagen para un actor joven de Disney Channel y faltando al contrato donde se pedía no tener polémicas mientras éste dure, pese a que él ya había grabado algunas canciones.
Una actriz conocida de Disney Channel en esos años "perdió" en el casting ante Danielle Campbell quien se quedó con el papel, al principio se tenia previsto que se llamase Jane, pero con el despido de Cody, el personaje femenino cambió su nombre a Jessica.
La producción con los nuevos actores empezó en la semana del 21 de septiembre del mismo año, para ser exacto, el 24.
Curiosamente para las escenas de poco riesgo como las dos veces que Chris (Sterling) golpeó accidentalmente con la puerta a Jess (Danielle) o cuando la empuja al lago se uso una doble (Nikki Hester), y para Chris se usó otro doble (Dan Brown) cuando se resbaló de la rama y cayó al lodo.
La película costó en realizarse entre 7 y 8 millones de dólares de ese entonces según el propio Sterling.

### Rodaje
La película se empezó a rodar en septiembre de 2009 en Los Ángeles, California.
La escuela secundaria donde estudian Jessica y su hermana Sara, "McKinley High School" supuestamente en Kalamazoo, Míchigan, se grabó en realidad en la escuela University High School (Los Ángeles).
Todas las escenas de la playa supuestamente en Malibú, se filmaron en Portuguese Bend Beach Club, Palos Verdes, Los Ángeles, California.tomando la real carretera Vista Del Mar para llegar a la real playa de Venice.
El lugar donde se hundió el auto "Petunia" y Chris y Jess se ensuciaron de barro fue en los cañones de la cuidad de Los Ángeles.
El lago donde Christopher y Danielle pasan el tiempo al parecer se trataría de Franklin Canyon Lake, la cuidad de los Angeles.
Las escenas arriba de las colinas donde se ve el letrero Hollywood Sign se grabaron cerca del Observatorio Griffith, Los Ángeles.
La discoteca "21UnderClub" donde cantó Chris con su mejor amigo para el cumpleaños de su novia Alexis fue grabada en keys Club, av. West Sunset Boulevard 9015, Los Ángeles.
En noviembre de 2009 finalizaron las grabaciones luego de poco menos de dos meses.
El hecho de que nunca se realizó un beso entre los actores principales, fue que la coprotagonista no solo era menor de edad (14) sino que muy joven comparado con Sterling (20), este último habría propuesto antes del film que no haya beso.

## Promoción
En Estados Unidos la primera promoción de Starstruck se lanzó en diciembre de 2009.
En Latinoamérica el 4 de febrero de 2010 se estrenó el videoclip de la canción "Starstruck".
El 12 de marzo de 2010 se estrenó el videoclip de la canción "Party Up".
El 9 de abril de 2010 se estrenó el videoclip de la canción "Something About The Sunshine".
En España el 24 de marzo de 2010 se estrenó el videoclip de la canción "Starstruck".
El 14 de abril de 2010 se estrenó el videoclip de la canción "Something About The Sunshine".
El 5 de mayo de 2010 se estrenó el videoclip de la canción "Party Up"

## Recepción
El día de su estreno la película fue vista por 6,0 millones de espectadores solo en Estados Unidos. La película recibió criticas mixtas de las cuales las negativas resaltaban la indiferencia de Sara ante la relación de su amor platónico con su hermana, y positivas, como la banda sonora. Obtuvo una puntuación de 6.2/10 y 4.5/10 en IMDb y filmaffinity respectivamente. 

## Banda sonora
En Estados Unidos la banda sonora de "Starstruck" se lanzó el 9 de febrero de 2010.
1. StarStruck - Sterling Knight
2. Shades - Drew Ryan Scott, Sterling Knight de fondo y Brandon Mychal Smith
3. Hero -  Drew Ryan Scott y Sterling Knight (solo en el fondo)
4. Something About The Sunshine (Duet) -  Anna Margaret, Drew Ryan Scott y Sterling Knight (en el fondo)
5. What You Mean to Me -  Drew Ryan Scott y Sterling Knight de fondo
6. Party Up - Brandon Mychal Smith
7. Got to Believe - Sterling Knight
8. Hero (Unplugged or Acustic) Drew Ryan Scott y Sterling Knight (solo de fondo)
9. Something About The Sunshine (Solo) - Anna Margaret
10. New Boyfriend - Anna Margaret
11. Welcome to Hollywood - Mitchel Musso
12. Make a Movie - Jasmine Sagginario

## Secuela
Se rumoreaba una segunda parte, pero esta vez sin Sterling Knight, mientras que Danielle Campbell, Brandon Mychal Smith, Maggie Castle volvían a sus papeles, ahora la superstrella sería Justin Bieber, quien en ese entonces (2010) se dio a conocer en el mundo de la musica.
La trama giraba entorno a que jessica no se llegó a consolidar con Christopher Wilde y que conocería a otra estrella pop, pero sobre todo hacía énfasis en el comportamiento de Jessica dando a entender que tenia un desorden y cambios de personalidad. Finalmente nunca se hizo oficial la realización de la secuela, e incluso el mismo Sterling salió a desmentir diciendo: "No estoy enterado, por lo que sé solo se tenía planeado hacer un solo StarStruck, ya estamos por terminar 2010, solo son deseos de los fans por querer saber que pasó con Chris y Jessica".